# ソレン・フリス
ソレン・フリス（Søren Friis、1973年9月26日 - ）は、デンマークのロックバンド、ディジー・ミズ・リジーの元ドラマー。
1973年コペンハーゲンに生まれる。1994年にディジー・ミズ・リジーのメンバーとしてデビュー、ドラマーとして活躍した。
2001年には音楽業界を去り、トラックの運転手をしている。
| スタブアイコン | サブスタブ | この項目は、まだ閲覧者の調べものの参照としては役立たない、音楽関係者（バンド等）に関連した書きかけの項目です。この項目を加筆・訂正などしてくださる協力者を求めています（P:音楽/PJ:芸能人）。 |